# Dennis James (Bodybuilder)
Dennis Tyron James, auch bekannt als „The Menace“ (* 31. Mai 1966 in Heidelberg), ist ein US-amerikanischer Bodybuilder mit deutscher Staatsbürgerschaft, der in Deutschland wohnt und für den Deutschen Bodybuilding- und Fitness-Verband gestartet ist. Er war in den 1980er Jahren Weltmeister im Breakdance, bevor er sich voll und ganz dem Bodybuilding widmete. 1999 gab er sein Profi-Debüt. Seit 2002 ist er verheiratet und hat eine Tochter.
Im Jahr 1995 gewann er den Wettbewerb Mister Universum. Sein bestes Resultat beim Mister-Olympia-Wettbewerb erreichte er 2003 mit dem 4. Platz, 2005 belegte er den 6. Platz. Beim Tampa Pro 2009 belegte er Platz 1. Des Weiteren gewann er 2009 die Europa Super Show.